# 博维斯广场
博维斯广场（Powis Square）是英国伦敦肯辛顿和切尔西区诺丁山的一个花园广场，距离最近的地铁站为西邦尔公园站。
位于博维斯广场诺丁山会幕（Tabernacle）原是一座福音派教堂，现在是当地社区艺术中心，与诺丁山嘉年华会有关。